# پشچووکی-چوباکی
پشچووکی-چوباکی (به لهستانی:  Pszczółki-Czubaki) یک روستا در لهستان است که در گمینا گرودوسک واقع شده‌است. پشچووکی-چوباکی ۲۰ نفر جمعیت دارد.